# Nevado del Tolima

Departament de Tolima on es troba el volcà.

El Nevado del Tolima (de les paraules indígenes Tarib, Tol neu, que resplendeix i Ima suprem) és un estratovolcà situat al departament de Tolima (Colòmbia), al sud del volcà Nevado del Ruiz i a una distància de 142km a l'oest de Bogotà i 43km al sud-est de Manizales. Presenta un perfil escarpat i permanentment cobert de neu en cotes superiors als 4.700 metres. Del seu cim neixen els rius Totare i Combeima (afluent del riu Coello) que conflueixen en el riu Magdalena i posseeix un casquet glacial de 2.832km².
L'accés principal al volcà s'efectua des de la ciutat d'Ibagué fins al sector de El Silencio, passant pels corregiments de Restrepo, Pastales i Juntas.

## Geologia
És un volcà jove (40.000 anys i 14.000 en la seva forma actual) format principalment d'andesita i dacita. S'eleva ocultant una caldera de 3km d'ample de finals del Plistocè. El cim està format per un clúster de doms de lava del Plistocè tardà a l'Holocè associat amb espessos fluxos de lava i presenta un cràter en forma d'embut d'entre 200 i 300 metres de profunditat. L'activitat de l'Holocè inclou erupcions explosives que van des de moderada a pliniana. L'última gran erupció va ocórrer fa uns 3.600 anys. El creixement de la cúpula de lava ha emès fluxos de cendra i de material piroclàstic que han viatjat principalment cap al nord-est i sud-est. Durant els segles xix i xx s'han registrat erupcions explosives menors. El drenatge en el con volcànic és de tipus radial excèntric.